# Vattenbombare
En vattenbombare är ett flygplan som är ombyggt för, eller specialkonstruerat för, brandbekämpning med vattenbegjutning från luften.
Ett stort antal flygplanstyper har genom åren konverterats för vattenbegjutning från luften, eller i några fall specialbyggts för ändamålet. Moderna flygplan för vattenbombning är till exempel kanadensiska Bombardier 415, ryska Beriev Be-200 samt permanent ombyggda eller tillfälligt anpassade Hercules C-130.
Den största vattenbombaren som använts är en ombyggd Boeing 747 som kunde ta 90 000 liter vatten, vilken togs i tjänst 2009 vid en skogsbrand i Cuenca i Spanien. I Ryssland används konvertibla Iljusjin Il-76, som kan ta 56 800 liter.

## Martin JRM Mars

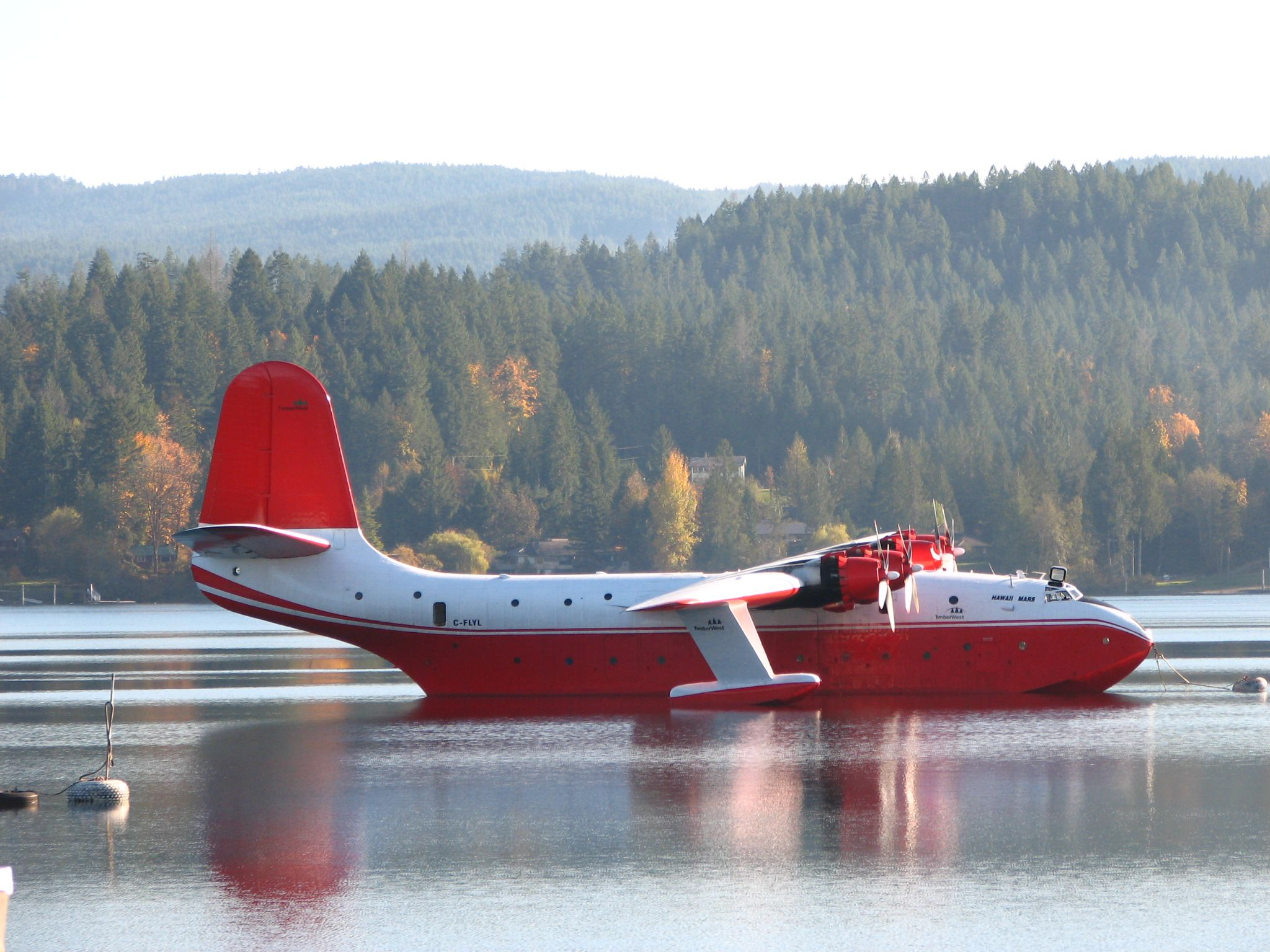
Vattenbombaren Hawaii Mars.

Strax före och under andra världskriget byggdes sju exemplar av Martin JRM Mars, ett stort fyrmotorigt amfibietransportflygplan för den amerikanska marinen. Kvarvarande flygplan såldes 1959 till skrot, varvid ett konsortium av kanadensiska skogsföretag bildade Forest Industries Flying Tankers för att köpa fyra av dem tillsammans med reservdelar för att använda dem för brandbekämpning. De byggdes om av Fairey Aviation i Victoria i British Columbia, med installation av en vattentank som kunde fyllas under taxning på vatten. Det innebar att flygplanet kunde lasta 30 ton vatten på 22 sekunder.
Flygplanet hade en besättning på fyra personer. År 1963 kom slutligen två flygplan i tjänst, Philippine Mars och Hawaii Mars. De tjänstgjorde i sista omgången vid några tillfällen under perioden 2007–2013, för Coulson Forest Products i British Columbia.

## Canadair CL-215

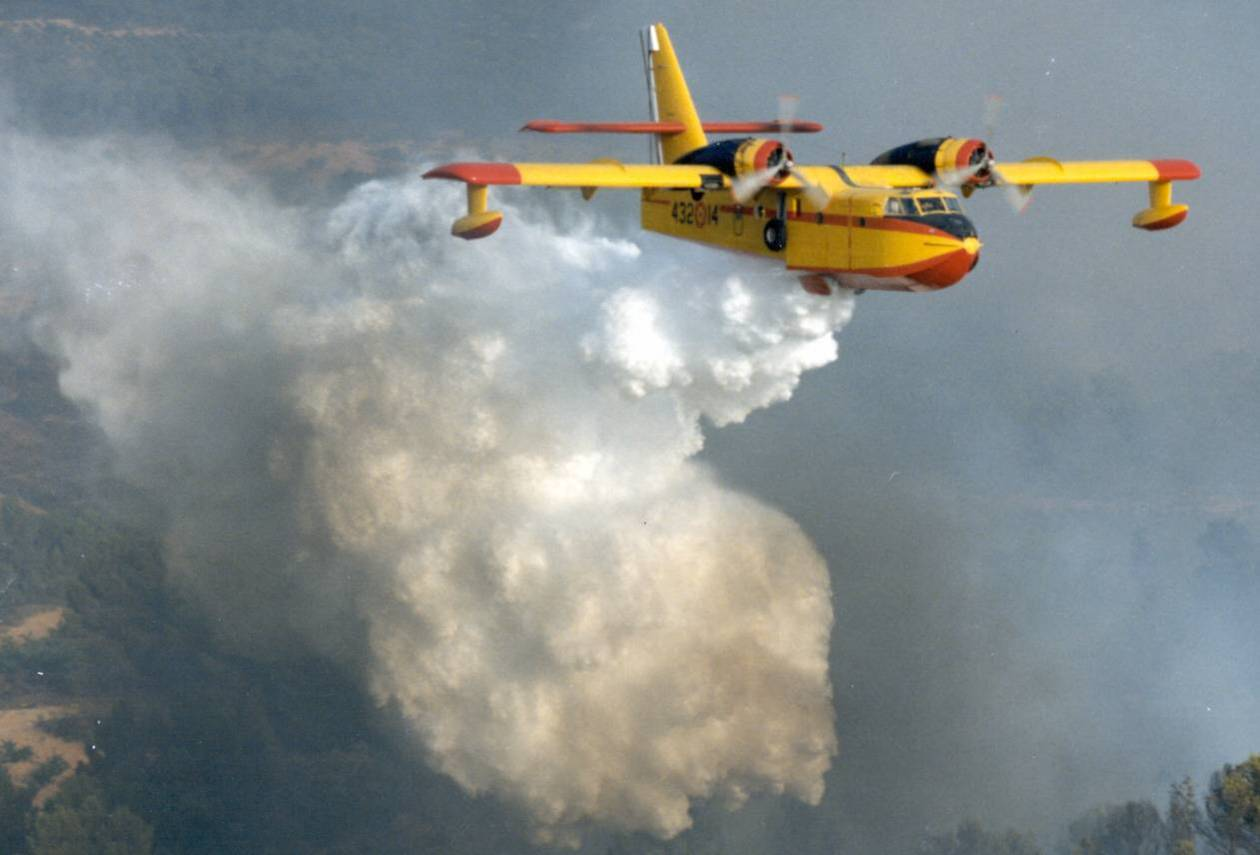
En Canadair CL-215 vattenbombare.

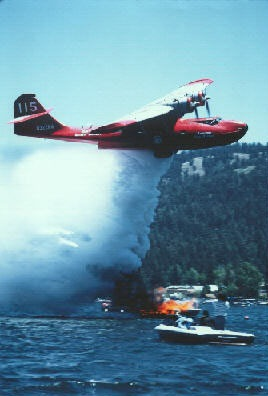
En Catalina som vattenbombare.

Canadair CL-215 utvecklades som en propellerdriven tvåmotorig vattenbombare i början av 1960-talet. Det är ett högvingat amfibieflygplan och började levereras 1969 och tillverkades till och med 1990. Flygplanet kan ta med 5 346 liter vatten. Flygplanen finns också i en moderniserad, ombyggd version med turbopropmotorer.

## Bombardier 415
Bombardier 415 Superscooper, tidigare Canadair CL-415, är ett kanadensiskt långsamtgående, turbopropellerdrivet amfibieflygplan, vilket liksom dess föregångare Canadair CL-215 är speciellt konstruerat som en vattenbombare för brandbekämpning från luften, som tillverkades 1993–2015.
Flygplanet kan med hjälp av skovlar (skopor) per omgång ta in 6,14 ton vatten från sjöar eller havsvikar och släppa ut det över en brandhärd. Vid påfyllning krävs en flygsträcka på 1 340 meter för att sänka planet från 15 meters höjd, ta in 6 137 liter vatten vid en svepning i vattenytan (touch and go) under 12 sekunder på en 410 meter lång vattensträcka i 130 km/h och sedan åter stiga till 15 meters höjd. Alternativt kan det ta upp delvolymer i kortare svepningar.
Vattnet släpps över brandhärden på låg höjd, typiskt 30 meter.
År 2016 köptes tillverkningsrätten av det kanadensiska företaget Viking Air.

## Air Tractor AT-802F Fire Boss

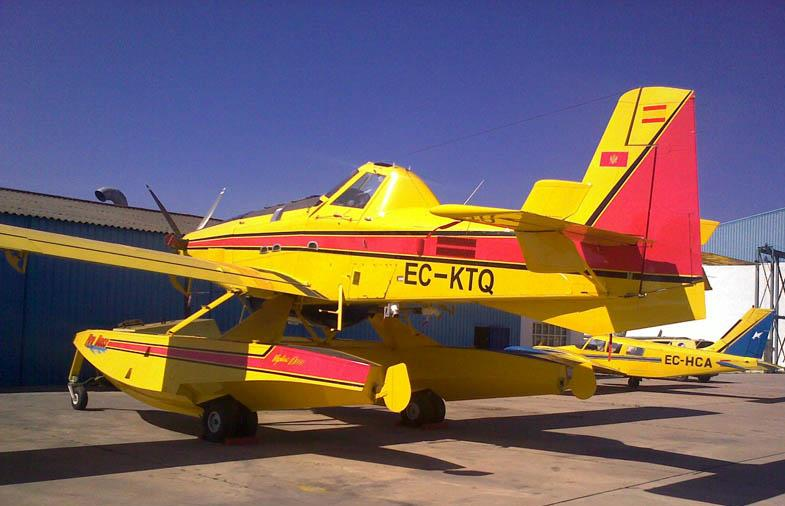
Air Tractor AT-802F Fire Boss vattenbombare.

Air Tractor AT-802F Fire Boss är ett enmotorigt amerikanskt amfibieflygplan, som konstruerats för att fungera som vattenbombare. AT-802 tillverkas av Air Tractor Inc. 
I sin vattenbombarkonfiguration har den pontoner, som också har hjulställ. Den kan skopa upp cirka 3000 liter vatten från en sjö eller flod. Lägsta hastighet före överstegring är 146 km/h vid omkring 7,3 tons vikt och användning av vingklaffar.
Svenska staten disponerar från 2021, genom avtal med Saab AB, fyra Air Tractor AT-802F Fire Boss som beredskap för brandbekämpning, med placering på Skavsta flygplats.

## Beriev Be-200

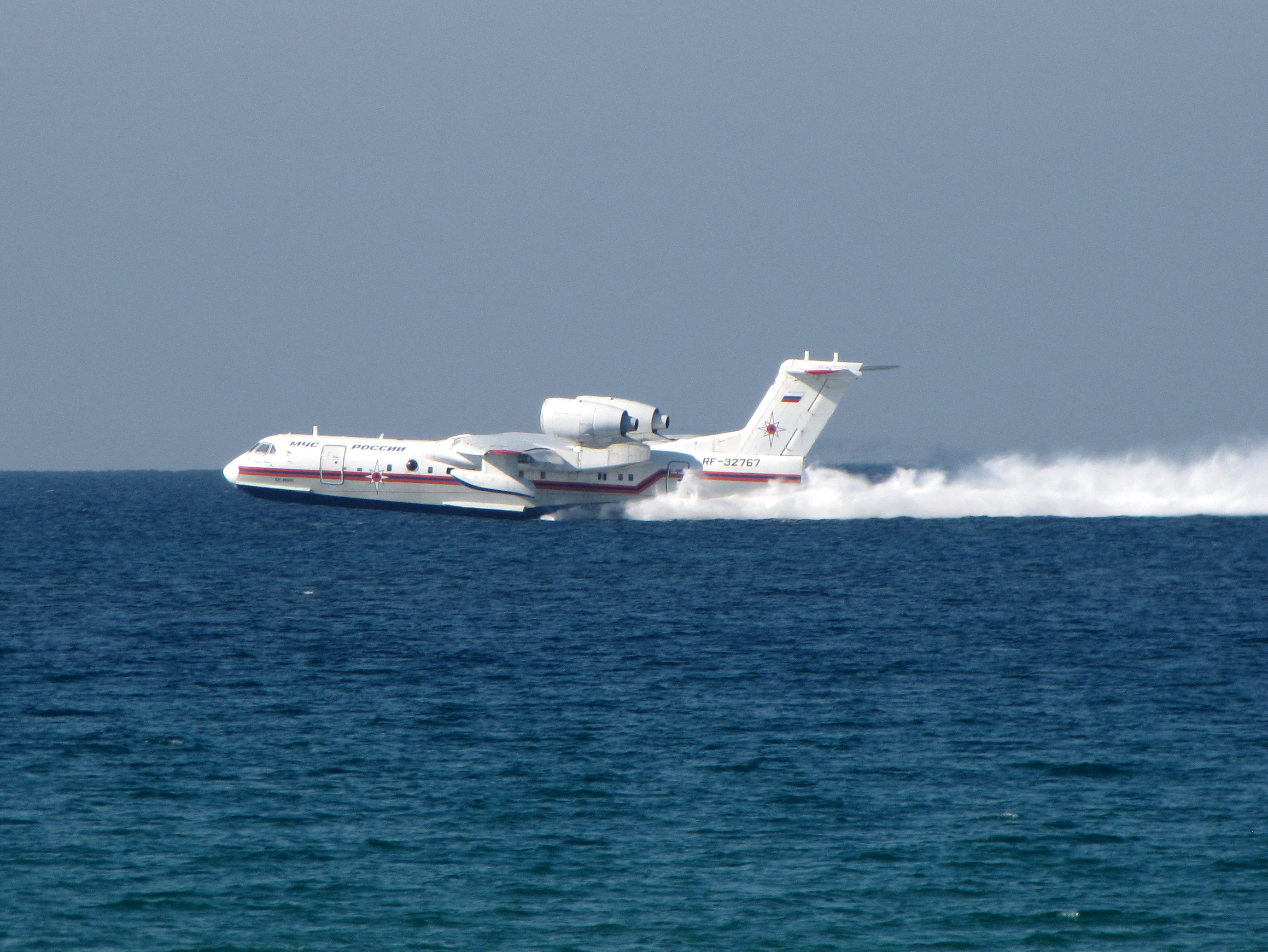
En Beriev Be-200 fyller vattentankarna i Medelhavet vid brandbekämpning på Karmelberget i Israel.

Beriev Be-200 är ett tvåmotorigt jetdrivet amfibieflygplan, som tillverkas av ryska Beriev och som flögs första gången 1998. Det kan under gynnsamma förhållanden skovla in 12 000 liter på 14 sekunder.

## Andra flygplanstyper
Andra flygplanstyper som använts, eller används, som vattenbombare är Catalina och kinesiska Harbin Harbin SH-5.
Svenska Flygvapnets C-130 Hercules (Tp84) kan modifieras eller lastas med brandsläckningsutrustning eller släckmedel.